# 川口一郎
川口 一郎（かわぐち いちろう、1956年10月13日 -　）は、日本の実業家。2020年4月から キャリアシステム代表取締役社長を務める。

## 来歴
1979年4月に日本リクルートセンター（現・リクルートホールディングス）に入社する。
1999年6月、トランス・コスモス常務取締役となる。
2005年9月にクイックに入社。2016年6月に取締役執行役員に就任する。以後、常務取締役（2017年6月）を経て、2019年6月に代表取締役社長に就任した。
2020年4月1日付でクイック社長を兼務する形でキャリアシステム代表取締役社長に就任した。